# Association internationale de psychologie analytique
L'Association internationale pour la psychologie analytique (AIPA) est une association regroupant des associations de praticiens de la psychologie analytique.

## Historique
L'AIPA (IAAP en anglais) a été fondée le jour du 80e anniversaire de Carl Gustav Jung (1875-1961), le 26 juillet 1955 à Zurich en Suisse. Il en devient le président d'honneur.
Le psychiatre suisse Carl Alfred Meier est élu comme premier président de l'association, et son premier congrès se tient à  Zurich, en 1958

## Objet
L'association, établie conformément aux articles 60 et suivants du code civil suisse, a pour objectifs :
1. La promotion de l'étude de la psychologie analytique et sa diffusion;
2. Le maintien de normes spécifiques à la psychologie analytique, en matière de formation professionnelle dans la pratique de la profession et la déontologie de ses membres;
3. L'organisation de conférences.

L'AIPA fédère 58 groupes et sociétés de psychologie analytique, et compte en 2015, environ 3 000 membres.
L'AIPA poursuit ces objectifs dans le respect des intérêts d'autonomie professionnelle de ses groupes membres et des membres individuels.